# Преображенская церковь (Панчево)
Преображенская церковь (серб. Црква Светог Преображења) — православная церковь Банатской епархии Сербской православной церкви в городе Панчево в Сербии. Памятник культуры Сербии исключительного значения.
В 1717 году на месте, где сейчас находится современная Преображенская церковь, уже размещался православный храм. Он был построен из дерева и покрыт гонтом. В 1744 году была построена новая кирпичная церковь без колокольни. В 1788 году турки захватили Панчево и сожгли этот храм. Вскоре он был восстановлен и к нему была пристроена колокольня. В 1844 году колокольня была разрушена, а церковь закрыта.
В 1873 году было начато строительство Преображенской церкви по проекту архитектора Светозара Ивачковича. 18 декабря 1878 года состоялось её освящение. Новая церковь была построена в неовизантийском стиле и являет собой однонефное строение с крестообразным основанием (520 м²). Над храмом возведён купол, над которым надстроен семиметровый фонарь с позолоченным крестом. Рядом с церковью возвышается высокая колокольня (41 м).
Иконостас сооружён по проекту Милорада Рувидича и Бранко Таназевича. В 1911 году он был расписан в духе академического реализма художником Урошем Предичем. Стены храма были расписаны в период с 1906 по 1911 год Стеваном Алексичем.
В 2008 году был полностью заменено медное покрытие купола, позднее также был реставрирован иконостас. По состоянию на 2016 год продолжаются работы по реставрации храма.